# U.F.Orb
U.F.Orb è un album in studio del gruppo musicale inglese The Orb, pubblicato nel mese di luglio del 1992.
Raggiunse la prima posizione delle classifiche inglesi. Il singolo Blue Room, che grazie alla sua durata di quaranta minuti è considerato il più lungo che abbia mai raggiunto le classifiche britanniche, è stato ripubblicato su U.F.Orb in una versione ridotta a diciassette minuti.
Album che risente l'influenza dell'ambient di Brian Eno, U.F.Orb accosta i ritmi della musica drum and bass alle sonorità "vellutate" delle tastiere e dei sintetizzatori. Rinunciando in parte ai ritmi di 4/4 dell'esordio, l'album presenta più momenti di musica ambient improvvisata.

## Tracce
Tutte le tracce sono state composte dagli Orb.
1. O.O.B.E. – 12:51
2. U.F.Orb – 6:08
3. Blue Room – 17:34
4. Towers of Dub – 15:00
5. Close Encounters – 10:27
6. Majestic – 11:06
7. Sticky End – 0:49